# Don’t Forget to Dance
Don’t Forget to Dance (englisch für: „Vergiss nicht zu tanzen“) ist ein Pop-Song der britischen Band The Kinks aus dem Jahr 1983.

## Inhalt und Hintergrund
Don’t Forget to Dance wurde von Ray Davies geschrieben und produziert. Die Tonart des Titels ist A-Dur mit 194 beats per minute.
Der Song wurde am 1. August 1983 beim Label Arista Records als Single mit Young Conservatives als B-Seite veröffentlicht. Es ist nach Come Dancing die zweite Singleauskopplung ihres 19. Studioalbums State of Confusion.
Das dazugehörige Musikvideo entstand unter der Regie von Julien Temple und verzeichnet über 248 Tausend Aufrufe auf der Videoplattform YouTube.

## Titelliste der Single
Maxi-Single
| #  | Titel                 | Länge |
| -- | --------------------- | ----- |
| 1. | Don’t Forget to Dance | 4:34  |
| 2. | Young Conservatives   | 3:58  |

## Chartplatzierungen
| ChartsChartplatzierungen | Höchstplatzierung | Wochen |
| ------------------------ | ----------------- | ------ |
| Österreich (Ö3)          | 11 (6 Wo.)        | 6      |